# Marginalisme

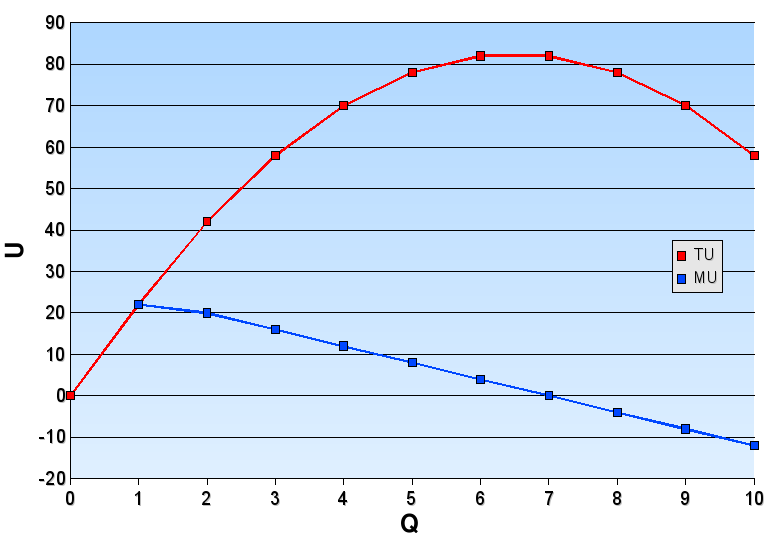
Utilité Marginale

Le marginalisme est un mouvement intellectuel économique qui promeut une méthode d'analyse économique basée sur le raisonnement à la marge, résultant de « l'utilité marginale » (l'utilité de la dernière unité consommée). Il façonne le courant de l'école néoclassique à la fin du XIXe siècle.
Cette théorie résulte de travaux menés dans la seconde moitié du XIXe siècle de façon indépendante par des chercheurs comme Léon Walras, Carl Menger et William Stanley Jevons. Surnommée « révolution marginaliste », elle contribue fortement à la formation des écoles néoclassique et autrichienne.

## Histoire

### Précédents
Le raisonnement marginal, qui s'attache à prendre en compte l'effet d'une unité supplémentaire, est ancien. La première publication qui théorise l'utilité marginale est le fait de Daniel Bernoulli, dans Specimen theoriae novae de mensura sortis. Cette théorie remonte à Gabriel Cramer dans un courrier privé à Nicolas 1er Bernoulli dans une tentative de réponse au paradoxe de Saint-Pétersbourg. Par exemple, mathématiquement, l'espérance de gain est infini à un jeu, et les joueurs refusent de jouer tout leur argent. Ils intronisent la fonction d'utilité marginale (dérivée de la fonction utilité de la monnaie) et postulent qu'elle décroît. Cependant, ces deux auteurs divergent sur la fonction d'utilité : logarithme naturel pour Bernoulli et racine carrée pour Cramer. Leur découverte est ensuite restée oubliée pendant de nombreuses années.
David Ricardo utilise le raisonnement à la marge dans le cadre de sa théorie de la rente, où il remarque que le prix des produits de subsistance est déterminé par la dernière unité de terre mise en culture. Augustin Cournot, en 1838, utilise aussi les concepts de recette marginale et de coût marginal.

### Modernisation
Ce n'est que vers le milieu du XIXe siècle que le concept d'utilité marginale émerge de nouveau dans le paysage intellectuel européen. En 1854, Heinrich Gossen, dans ses Lois des relations humaines, met en avant le concept d'utilité marginale.
La révolution marginaliste doit toutefois son déclenchement à une théorisation réalisée par plusieurs auteurs au même moment, de manière parfaitement indépendante. Cette conjonction est d'autant plus surprenante qu'à cette époque, le contexte intellectuel et le développement économique de Cambridge, Vienne et Lausanne sont très différents. Jevons, Menger et Walras vont, dans des ouvrages parus entre 1871 et 1873, démontrer l'utilité pour l'économiste du raisonnement à la marge. Aussi, ils mathématisent l'économie et adoptent une nouvelle posture méthodologique, l'individualisme méthodologique, accentuant la distinction entre l'école néoclassique en gestation et l'école classique qui l'a précédée.

## Théorie
Le développement du marginalisme engendre un changement de paradigme pour la science économique. Alors que l'école classique d'Adam Smith, David Ricardo, et Karl Marx fondent la valeur d'un bien sur la base de la quantité de travail nécessaire pour le produire (théorie de la valeur-travail), les marginalistes proposent une explication nouvelle. Selon eux, c'est l'utilité marginale du bien qui détermine sa valeur : la valeur d'un bien dépend de l'utilité de sa dernière unité utilisée. Ce changement fondamental marque le passage de l'économie classique à l'économie néoclassique, accompagné par l'abandon presque complet de ce qui était auparavant une « théorie objective » de la valeur en faveur d'une « théorie subjective ».
Ce rejet de la théorie de la valeur-travail arrive à point nommé du fait de la controverse lancée par Karl Marx dans le premier livre du Capital. Dans cet ouvrage, l'auteur, sur la base de la théorie de la valeur-travail, critiquait le fait que le bénéfice réalisé par le capitaliste n'est jamais que du travail impayé produit par l'ouvrier. Il n'est pas certain que la révolution marginaliste ait visé à répondre à Marx, l'auteur étant encore peu connu à l'extérieur de l'Allemagne et de l'Autriche. La suprématie de la théorie (certains parlent de révolution) marginaliste est donc particulièrement prouvée par le concept de l'utilité marginale de Gossen et de l'absence de ses contradictions internes.
Le marginalisme permet par exemple de répondre au paradoxe de l'eau et du diamant. Selon les classiques, il n'est pas explicable que le diamant ait un prix plus élevé que l'eau, élément dont la privation totale cause la mort, dès lors qu'on considère que la valeur relatif d'un bien soit due à l'utilité qui en est tirée (là où, par ailleurs, sa valeur absolue est liée à la quantité de travail requise). Ce paradoxe — explique Jevons  — tient à ce que l'utilité n'intervient dans le prix qu'à la marge : ainsi une (relativement) petite quantité d'eau est indispensable pour boire et survivre et son utilité est immense, sinon infinie. D'autres quantités d'eau sont ensuite réputées assez utiles pour se laver, faire la cuisine. D'autres quantités enfin sont requises de manière moins impérative pour arroser les plantes ou laver sa voiture. Au total, il apparaît qu'il convient de dissocier différents niveaux d'utilité, entre autres l'utilité marginale et l'utilité totale.

## Outils théoriques

### Utilité marginale
L'utilité marginale d'un bien ou d'un service est l'utilité qu'un agent économique tirera de la consommation d'une unité supplémentaire. Cette utilité marginale est décroissante, c'est-à-dire que l'utilité marginale de la première unité est la plus élevée, la deuxième étant un peu moins élevé que celle de la première, la troisième moins élevée que celle de la deuxième, et ainsi de suite.
Par exemple, si l'on possède déjà deux stylos, l'utilité apportée par un stylo supplémentaire est faible, comparée à la situation où l'on ne possède initialement aucun stylo. La valeur est en fait tirée de « la queue de l'utilité marginale » (Paul Samuelson). Si l'on reprend le paradoxe de l'eau et du diamant, on peut en tirer la conclusion que si l'eau vaut moins cher alors qu'elle est indispensable, c'est parce qu'elle existe en plus grande quantité ; un homme assoiffé payera une somme très importante pour un verre d'eau ; mais une fois le premier verre d'eau consommé, et un deuxième voire un troisième, l'utilité marginale, très importante au premier verre, décroît nettement si bien que le dernier verre (avant l'état de satiété où la consommation n'entraîne plus de satisfaction supplémentaire) n'est demandé que pour un prix très faible ; symétriquement, du côté de l'offre, un homme qui dispose encore de dix verres d'eau après avoir bu jusqu'à plus n'avoir soif est prêt à les céder pour presque rien. Inversement, le diamant est suffisamment rare pour que la demande reste forte.
L'utilité totale est mesurée par la somme des utilités marginales dégagées par la somme des quantités consommées. En d'autres termes, l'utilité totale d'un bien est la somme des utilités marginales des unités consommées de ce bien.

### Productivité marginale
Le raisonnement marginaliste s'applique non seulement à la consommation mais également au domaine de la production et plus précisément dans l'étude des facteurs qui y concourent.
L'économiste David Ricardo, cherchant à comprendre le mécanisme de la rente foncière, pointe que la productivité des terres est inégale : elles ne procurent pas le même revenu foncier[réf. nécessaire]. Ce revenu (la rente ou le loyer de la terre) est lié directement au degré de la fertilité des terres cultivées. Il met alors en évidence la notion de rente différentielle qui préfigure l'approche marginaliste. Sont d'abord mises en culture les terres réputées être les plus fertiles. Sont ensuite mises en œuvre - sous la pression d'une demande croissante des besoins qui sont liés directement à la croissance démographique- celles qui parmi les friches sont réputées être les plus fertiles parmi celles qui restent. La rente est ainsi déterminée par la différence de rendement entre une terre donnée et celui de la plus mauvaise terre agricole éventuellement disponible.
En généralisant le propos, pour un facteur de production donné, on peut dire que tout facteur de production utilisé se valorise selon sa productivité marginale. De même, pour une combinaison de plusieurs facteurs de production donnés, le raisonnement est également valide.
En pratique, l'analyse marginaliste étudie la variation d'utilisation et de rendement d'un facteur sous l'hypothèse que les quantités utilisées des autres facteurs demeurent constantes. Dans cette hypothèse, et selon la loi des rendements décroissants (mise en évidence par l'économiste physiocrate A. Turgot), la productivité marginale du facteur variable devient finalement décroissante.

### Économie optimale
De la sorte l'analyse marginale est un gage d'efficacité. Elle explique que tout facteur de production va s'employer justement là où sa productivité marginale est la plus forte, avec pour conséquence au niveau global que l'économie entière mobilise ses ressources disponibles de la manière la plus efficace qui soit.
L'analyse marginale fournit également une réponse présentée comme logique à certains dysfonctionnements :
- L'inégalité des revenus s'explique par le différentiel de productivité objectivement constatable d'une situation ou d'une combinaison de ressources donnée.
- Le chômage tient à ce que le chômeur exige pour revenir au travail un revenu supérieur à sa productivité marginale effective.
- Un facteur de production doit être utilisé jusqu'à ce que sa productivité marginale devient égale à son coût marginal (i.e. le coût de la dernière unité utilisée du facteur). Tant que cet équilibre n'est pas encore atteint, chaque unité additionnelle du facteur utilisé apporte plus qu'elle ne coûte.

## Critiques

### Controverse sur le marginalisme
La méthodologie marginaliste se retrouve sous le feu des critiques en 1939, lorsqu'un débat naît à l'université d'Oxford sur la pertinence scientifique du marginalisme. Cela donne naissance à la controverse sur le marginalisme.

### Critiques de Keynes et de Sraffa
John Maynard Keynes et Piero Sraffa se montrent particulièrement critiques envers le marginalisme. Pour Keynes, la théorie marginaliste de la rémunération des facteurs de production n'est validée qu'en situation de plein emploi des facteurs de production.